# Алтай (транспортный коридор)
Прое́кт тра́нспортного коридо́ра че́рез за́падный уча́сток росси́йско-кита́йской грани́цы (Алта́й) — совокупность проектов трубопроводов, автодороги, железной дороги, водовода и ЛЭП, призванных соединить Россию и Китай через западный участок границы в горах Алтая.

## История
Россия и Китай, имея в Алтайском горном регионе общую границу протяжённостью 54,57 км, тем не менее, не имеют прямого наземного транспортного сообщения. Данный участок российско-китайской границы не оборудован пунктами пропуска. В конце 1990-х годов российское и китайское руководство стали обсуждать планы строительства здесь прямой дороги из Урумчи в Новосибирск. Руководство Китая неоднократно высказывалось о заинтересованности в этом с целью интенсификации отношений между быстро развивающимся Синьцзян-Уйгурским автономным районом и Западной Сибирью. По словам китайской стороны, она может завершить работы по строительству дорог до пограничного перевала Канас в течение двух лет.

### Международный статус границы
Линия государственной границы между Российской Федерации и Китаем определена международными соглашениями: Чугучакским 1863 года, Санкт-Петербургским 1881 года, документами демаркации государственной границы 1999 года.
В 2012 году были проведены работы по проверке и демаркации западной части российско-китайской государственной границы. В процессе демаркации между российской и китайской сторонами были выявлены разногласия по линии прохождения государственной границы. Китайская сторона настаивала на смещении линии границы вглубь территории России. Площадь спорной территории составляет 17 гектар. Стороны договорились рассмотреть возникшие разногласия на очередном заседании российско-китайской комиссии по проведению совместной проверки линии государственной границы.

## Хозяйственное значение
В последние годы товарооборот между двумя странами увеличивается, в том числе не только через российский Дальний Восток, но и в западном направлении — из Синьцзян-Уйгурского автономного района Китая в Западную Сибирь.
РЖД в 2017г. объявили, что они готовы построить железную дорогу в Китай через Алтай. Проведенные изыскания показали, что построить железную дорогу через Алтай технически возможно. При строительстве железной дороги в Китай потребуется построить два тоннеля — один в Китае (протяженностью 23 км) и второй, 20-километровый — на территории России. 
В Синьцзян-Уйгурском автономном районе Китая, граничащим с восемью странами, насчитывается 105 прямых международных автотранспортных маршрутов. На долю Синьцзяна приходится половина международных автотранспортных маршрутов Китая. В прошлом году валовой грузооборот по международным автомаршрутам района составил 610 млн тонно-километров, пассажирооборот — 120 млн человеко-километров.
В настоящее время существуют слабо развитые транспортные коридоры из Западного Китая в Россию через Монголию и Казахстан. При этом монгольский коридор является инфраструктурно более слабым, чем казахстанский (об этом свидетельствует хотя бы то обстоятельство, что грузы из Синьцзяна в Россию отправляются через казахстанские переходы (Достык, Бахты, Майкапчагай, а не КПП Тайкишкен на китайско-монгольской границе).
В декабре 2018 года Китай предложил построить водовод из Алтайского края в Китай. Проект состоит из двух этапов. На первом, до 2026 года, предполагается построить первую очередь мощностью 600-700 млн куб. м и сеть распределительных трубопроводов. После завершения второго этапа, до 2040 года, мощность возрастет до 1,8-2,4 млрд куб. м в год. Протяженность водовода из России в Китай составит, по оценкам экспертов, 1,2-1,5 тыс. км. Исходя из протяженности водовода не менее 1,2 тыс. км, бюджет первого этапа проекта — от $10,3 млрд до $13,4 млрд. Бюджет второго этапа (с 2027 по 2040 год) — до $70–75 млрд. Речь шла о поставке в СУАР 70 млн куб. м воды из Алтайского края: именно такой излишек образуется в регионе в результате весенних паводков. Алтайский край регулярно страдает от весенних паводков, в итоге сезонный избыток воды достигает 75-100 млн куб. м. Чтобы не нарушать естественный процесс воспроизведения водных ресурсов, годовой объем переброски воды с Алтая, по оценкам китайских экспертов, не должен превышать 1% совокупного стока.
В сложившейся ситуации ведущую роль в транзите товаров из Китая в Европу и в обратном направлении начинает играть Казахстан. Так, в течение прошлого года власти Казахстана предприняли ряд мер, закрепляющих роль Казахстана как главного транспортного посредника между западными районами Китая, Средней и Центральной Азии и Европой. Среди таковых мер можно назвать модернизацию пункта пропуска «Хоргос» и активизацию использования КПП «Алашанькоу», который, по прогнозам, в ближайшие годы может обогнать по объему грузоперевозок КПП «Маньчжоули», расположенный на российско-китайской границе в Забайкальском крае.
Казахстан крайне заинтересован в создании развитой транзитной сети на юге Республики Алтай. Речь идёт, например, о строительстве дороги «Горно-Алтайск — Риддер». Наличие этой транспортной магистрали позволило бы сократить путь из Восточно-Казахстанской области в Кош-Агачский район Республики Алтай или Баян-Ульгийский аймак Монголии на сотни километров. Кроме того, в рамках международного координационного совета «Наш общий дом — Алтай» (объединяет законодательные органы приграничных регионов Китая, России, Монголии и Казахстана — Большой Алтай), Казахстан не раз высказывал заинтересованность в развитии транзитных маршрутов из Китая в Западную Сибирь через свою территорию и территорию Монголии. В случае же развития транзитных маршрутов из Синьцзяна в Сибирь Китай будет вынужден придать пограничному переходу Тайкишкен (Алтай уезд КНР) — Булган (Баян-Ульскийский аймак Монголии) международный статус. Сейчас этот переход — двусторонний, им могут пользоваться только граждане КНР и Монголии.

## Физико-географическая характеристика
Проходит через плоскогорье Укок. Плоскогорье Укок расположено на юге Республики Алтай, на самом стыке границ четырех крупнейших государств Азии: России, Казахстана, Китая и Монголии. Со стороны Китая находится Синьцзян-Уйгурский автономный округ. Со стороны Российской Федерации расположена Республика Алтай. Плоскогорье Укок лежит на больших высотах, и климат его отличается суровостью. Среднегодовая температура на Укоке от −7 до −9 градусов. Зимние температуры под −50 градусов — не редкость для плоскогорья. Среднеиюльская температура — от +7 до +11 градусов. Основные перевалы, ведущие с Укока в Монголию (Улан-Даба, 2695 м), в Китай (Канас, 2650 м); в Россию (Теплый Ключ, 2906 м; Аккол, 2769 м; Богомуюс, 2844 м) — открыты лишь с мая по сентябрь. В любое время года легко проходим лишь перевал Укок, соединяющий плоскогорье с долиной реки Бухтармы в Восточном Казахстане (2519 м).